# 琉球音階
現在一般に琉球音階（りゅうきゅうおんかい）と呼ばれる音階は五音音階の一種であり、沖縄県全域及び、鹿児島県奄美群島の沖永良部島と与論島に伝わるレとラを除いたド・ミ・ファ・ソ・シ・ドの5音で構成される音階である。沖縄以外にも福岡や鹿児島などの九州の民謡でもその音階が見られ、近年は本土でもポップスに採り入れられる場合が出てきている。
しかし、沖縄において伝統的にもっとも多く使われてきた音階は、この5音にレを加えたド・レ・ミ・ファ・ソ・シ・ドの6音で構成され、山内盛彬により嬰陰旋法と呼ばれている音階であって、「ハイサイおじさん」など近現代の沖縄音楽においても一般的に使われている。このように、いわゆる琉球音階という言葉は、必ずしも沖縄の音階の実相を反映しているものとは言えない。
沖縄県は19世紀まで琉球王国であり、本土とは異なる独自の文化が栄えていた。14世紀頃の沖縄は、「南山王国」「中山王国」「北山王国」の三山に分かれていたが、1416年に中山王国の尚巴志が北山王国を滅ぼし、1429年には、南山王国を滅ぼし、琉球が統一された。奄美群島では、沖永良部島と与論島に琉球音階があるのは、北山王国の領域であったためと考えられる。奄美群島でも徳之島以北は、本土と同じ五音音階の陽音階であるヨナ抜き音階である。